# Joaquim Carvalho
Joaquim Carvalho (Barreiro, 18 aprile 1937 – 5 aprile 2022) è stato un calciatore portoghese, di ruolo portiere.

## Carriera
Con la Nazionale portoghese prese parte ai Mondiali del 1966.

## Palmarès

### Club

#### Competizioni nazionali
- Campionato portoghese: 3

Sporting Lisbona: 1961-1962, 1965-1966, 1969-1970
- Coppa del Portogallo: 1

Sporting Lisbona: 1962-1963

#### Competizioni internazionali
- Coppa delle Coppe: 1

Sporting Lisbona: 1963-1964